# Until You Come Back to Me (That's What I'm Gonna Do)
Until You Come Back to Me (That's What I'm Gonna Do) est une chanson soul écrite par Morris Broadnax, Clarence Paul et Stevie Wonder en 1962.
Initialement enregistrée en 1967 par Stevie Wonder mais uniquement distribuée au Royaume-Uni, la version la plus populaire est celle d'Aretha Franklin en 1973. Celle-ci atteint le top 10 du Billboard Hot 100 et la 1re place du classement R&B, devenant disque d'or aux États-Unis. Avec elle, Franklin devient la première artiste à obtenir un titre à chaque position du top 10 du Hot 100.

## Version de Stevie Wonder
En janvier 1967, Stevie enregistre Travlin' Man mais le single ne rencontre pas le succès espéré par Berry Gordy. Celui-ci avait déjà en tête le titre suivant, Until You Come Back to Me (That's What I'm Gonna Do), que Wonder avait co-écrit avec Morris Broadnax et Clarence Paul en 1962,, mais n'avait enregistrée que le 4 avril 1967 à Hitsville USA. L'échec de ce premier single de l'année fait réfléchir Gordy qui préfère alors mettre Until You Come Back to Me au placard, demandant un titre plus rythmé à Sylvia Moy.

La chanson n'est donc pas publiée aux États-Unis (où elle ne sera diffusée pour la première fois qu'en 1977 sur sa compilation Looking Back) mais sort tout de même en single au Royaume-Uni le 1er mai 1967, où elle n'entre pas dans le classement national.

## Version de Aretha Franklin
Singles de Aretha Franklin
Angel (en)
(1973) I'm in Love (en)
(1974)
Sur une proposition de son producteur, Aretha Franklin enregistre une version le 7 septembre 1973 à New York aux studios d'Atlantic Records sous le numéro de session 27354.
Le single sort en novembre 1973 et est produit par Arif Mardin et Jerry Wexler (référence Atlantic 45-2995). Celui-ci atteint la 3e place du Hot 100 et érige Aretha Franklin en tant que première artiste à obtenir un titre à chaque position du top 10 du Hot 100, ce que seulement quatre autres artistes ont obtenu à ce jour : Marvin Gaye en 1983, Madonna en 1996, Drake en 2013 et Taylor Swift en 2015.
La chanson occupe la cinquième position sur son album Let Me in Your Life (en) en 1974.

### Crédits
- Aretha Franklin – voix, piano acoustique[8]
- Richard Tee – orgue
- Donny Hathaway – piano électrique
- Ken Bichel (en) – synthétiseur
- Hugh McCracken – guitare
- Chuck Rainey – basse électrique
- Bernard Purdie – batterie
- Pat Smith, Ann S. Clark, Margaret Branch – chœurs
- Gene Orloff – premier violon
- Joe Farrell – flûte
- Arif Mardin – arrangements

### Formats
| États-Unis - 45 tours - Atlantic Records - réf. 2995 | États-Unis - 45 tours - Atlantic Records - réf. 2995 | États-Unis - 45 tours - Atlantic Records - réf. 2995 | États-Unis - 45 tours - Atlantic Records - réf. 2995 | États-Unis - 45 tours - Atlantic Records - réf. 2995 | États-Unis - 45 tours - Atlantic Records - réf. 2995 | États-Unis - 45 tours - Atlantic Records - réf. 2995 | États-Unis - 45 tours - Atlantic Records - réf. 2995 | États-Unis - 45 tours - Atlantic Records - réf. 2995 | États-Unis - 45 tours - Atlantic Records - réf. 2995 |
| No                                                   | Titre                                                | Auteur                                               | Durée                                                |                                                      |                                                      |                                                      |                                                      |                                                      |                                                      |
| ---------------------------------------------------- | ---------------------------------------------------- | ---------------------------------------------------- | ---------------------------------------------------- | ---------------------------------------------------- | ---------------------------------------------------- | ---------------------------------------------------- | ---------------------------------------------------- | ---------------------------------------------------- | ---------------------------------------------------- |
| 1.                                                   | Until You Come Back to Me (That's What I'm Gonna Do) | Morris Broadnax, Clarence Paul, Stevie Wonder        | 3:25                                                 |                                                      |                                                      |                                                      |                                                      |                                                      |                                                      |
| 2.                                                   | If You Don't Think                                   | Franklin                                             | 3:49                                                 |                                                      |                                                      |                                                      |                                                      |                                                      |                                                      |
| 7:24                                                 |                                                      |                                                      |                                                      |                                                      |                                                      |                                                      |                                                      |                                                      |                                                      |

### Classements

#### Hebdomadaires
| Chart (1973–1974)                     | Meilleure position |
| ------------------------------------- | ------------------ |
| Canada (RPM Top Singles)              | 8                  |
| Royaume-Uni (UK Singles Chart)        | 26                 |
| États-Unis (Billboard Hot 100)        | 3                  |
| États-Unis (Billboard Easy Listening) | 33                 |
| États-Unis (Billboard R&B Singles)    | 1                  |
| États-Unis (Cash Box Top 100)         | 7                  |

#### Annuels
| Classement (1974)              | Position |
| ------------------------------ | -------- |
| Canada (RPM Year-End)          | 101      |
| États-Unis (Billboard Hot 100) | 11       |
| États-Unis (Cash Box)          | 59       |

### Certifications et récompenses
| Region     | Certification | Ventes  | Date            |
| ---------- | ------------- | ------- | --------------- |
| États-Unis | Or            | 500.000 | 20 février 1974 |

## Version de Miki Howard
Singles de Miki Howard
Love Under New Management
(1989) Come Home to Me
(1990)
Miki Howard, autre artiste signée par Atlantic, enregistre la chanson en 1989 pour son album Miki Howard (en).
Sa version sort en single en avril 1990, produit par Terry Coffey et John Nettlesbey, accompagné d'un clip réalisé par Mark Romanek.

### Formats
Le single sort dans une multitude de formats: 45 tours, maxi 45 tours, 33 tours, CD et cassette.
| États-Unis/ Europe - 45 tours/CD - Atlantic Records - réf. 7935 | États-Unis/ Europe - 45 tours/CD - Atlantic Records - réf. 7935   | États-Unis/ Europe - 45 tours/CD - Atlantic Records - réf. 7935 | États-Unis/ Europe - 45 tours/CD - Atlantic Records - réf. 7935 | États-Unis/ Europe - 45 tours/CD - Atlantic Records - réf. 7935 | États-Unis/ Europe - 45 tours/CD - Atlantic Records - réf. 7935 | États-Unis/ Europe - 45 tours/CD - Atlantic Records - réf. 7935 | États-Unis/ Europe - 45 tours/CD - Atlantic Records - réf. 7935 | États-Unis/ Europe - 45 tours/CD - Atlantic Records - réf. 7935 | États-Unis/ Europe - 45 tours/CD - Atlantic Records - réf. 7935 |
| No                                                              | Titre                                                             | Auteur                                                          | Durée                                                           |                                                                 |                                                                 |                                                                 |                                                                 |                                                                 |                                                                 |
| --------------------------------------------------------------- | ----------------------------------------------------------------- | --------------------------------------------------------------- | --------------------------------------------------------------- | --------------------------------------------------------------- | --------------------------------------------------------------- | --------------------------------------------------------------- | --------------------------------------------------------------- | --------------------------------------------------------------- | --------------------------------------------------------------- |
| 1.                                                              | Until You Come Back to Me (That's What I'm Gonna Do) (LP version) | Morris Broadnax, Clarence Paul, Stevie Wonder                   | 4:03                                                            |                                                                 |                                                                 |                                                                 |                                                                 |                                                                 |                                                                 |
| 2.                                                              | Come Share My Love                                                | LeMel Humes (en)                                                | 4:43                                                            |                                                                 |                                                                 |                                                                 |                                                                 |                                                                 |                                                                 |
| 8:46                                                            |                                                                   |                                                                 |                                                                 |                                                                 |                                                                 |                                                                 |                                                                 |                                                                 |                                                                 |

| États-Unis/ Europe - cassette - Atlantic Records - réf. 7935 | États-Unis/ Europe - cassette - Atlantic Records - réf. 7935 | États-Unis/ Europe - cassette - Atlantic Records - réf. 7935 | États-Unis/ Europe - cassette - Atlantic Records - réf. 7935 | États-Unis/ Europe - cassette - Atlantic Records - réf. 7935 | États-Unis/ Europe - cassette - Atlantic Records - réf. 7935 | États-Unis/ Europe - cassette - Atlantic Records - réf. 7935 | États-Unis/ Europe - cassette - Atlantic Records - réf. 7935 | États-Unis/ Europe - cassette - Atlantic Records - réf. 7935 | États-Unis/ Europe - cassette - Atlantic Records - réf. 7935 |
| No                                                           | Titre                                                        | Auteur                                                       | Durée                                                        |                                                              |                                                              |                                                              |                                                              |                                                              |                                                              |
| ------------------------------------------------------------ | ------------------------------------------------------------ | ------------------------------------------------------------ | ------------------------------------------------------------ | ------------------------------------------------------------ | ------------------------------------------------------------ | ------------------------------------------------------------ | ------------------------------------------------------------ | ------------------------------------------------------------ | ------------------------------------------------------------ |
| 1.                                                           | Until You Come Back to Me (That's What I'm Gonna Do)         | Broadnax, Paul, Wonder                                       | 4:03                                                         |                                                              |                                                              |                                                              |                                                              |                                                              |                                                              |
| 2.                                                           | Come Share My Love                                           | LeMel Humes                                                  | 4:43                                                         |                                                              |                                                              |                                                              |                                                              |                                                              |                                                              |
| 3.                                                           | Until You Come Back to Me (That's What I'm Gonna Do)         | Broadnax, Paul, Wonder                                       | 4:03                                                         |                                                              |                                                              |                                                              |                                                              |                                                              |                                                              |
| 4.                                                           | Come Share My Love                                           | LeMel Humes                                                  | 4:43                                                         |                                                              |                                                              |                                                              |                                                              |                                                              |                                                              |
| 17:32                                                        |                                                              |                                                              |                                                              |                                                              |                                                              |                                                              |                                                              |                                                              |                                                              |

| États-Unis - 33 tours - Atlantic Records - réf. 86204 | États-Unis - 33 tours - Atlantic Records - réf. 86204                    | États-Unis - 33 tours - Atlantic Records - réf. 86204 | États-Unis - 33 tours - Atlantic Records - réf. 86204 | États-Unis - 33 tours - Atlantic Records - réf. 86204 | États-Unis - 33 tours - Atlantic Records - réf. 86204 | États-Unis - 33 tours - Atlantic Records - réf. 86204 | États-Unis - 33 tours - Atlantic Records - réf. 86204 | États-Unis - 33 tours - Atlantic Records - réf. 86204 | États-Unis - 33 tours - Atlantic Records - réf. 86204 |
| No                                                    | Titre                                                                    | Auteur                                                | Durée                                                 |                                                       |                                                       |                                                       |                                                       |                                                       |                                                       |
| ----------------------------------------------------- | ------------------------------------------------------------------------ | ----------------------------------------------------- | ----------------------------------------------------- | ----------------------------------------------------- | ----------------------------------------------------- | ----------------------------------------------------- | ----------------------------------------------------- | ----------------------------------------------------- | ----------------------------------------------------- |
| 1.                                                    | Until You Come Back to Me (That's What I'm Gonna Do) (Remix 12" Version) | Broadnax, Paul, Wonder                                | 5:22                                                  |                                                       |                                                       |                                                       |                                                       |                                                       |                                                       |
| 2.                                                    | Until You Come Back to Me (That's What I'm Gonna Do) (LP Version)        | Broadnax, Paul, Wonder                                | 4:00                                                  |                                                       |                                                       |                                                       |                                                       |                                                       |                                                       |
| 3.                                                    | Until You Come Back to Me (That's What I'm Gonna Do) (Remix Dub)         | Broadnax, Paul, Wonder                                | 4:46                                                  |                                                       |                                                       |                                                       |                                                       |                                                       |                                                       |
| 14:08                                                 |                                                                          |                                                       |                                                       |                                                       |                                                       |                                                       |                                                       |                                                       |                                                       |

| Royaume-Uni - maxi 45 tours - Atlantic Records - réf. A 7935 T | Royaume-Uni - maxi 45 tours - Atlantic Records - réf. A 7935 T          | Royaume-Uni - maxi 45 tours - Atlantic Records - réf. A 7935 T | Royaume-Uni - maxi 45 tours - Atlantic Records - réf. A 7935 T | Royaume-Uni - maxi 45 tours - Atlantic Records - réf. A 7935 T | Royaume-Uni - maxi 45 tours - Atlantic Records - réf. A 7935 T | Royaume-Uni - maxi 45 tours - Atlantic Records - réf. A 7935 T | Royaume-Uni - maxi 45 tours - Atlantic Records - réf. A 7935 T | Royaume-Uni - maxi 45 tours - Atlantic Records - réf. A 7935 T | Royaume-Uni - maxi 45 tours - Atlantic Records - réf. A 7935 T |
| No                                                             | Titre                                                                   | Auteur                                                         | Durée                                                          |                                                                |                                                                |                                                                |                                                                |                                                                |                                                                |
| -------------------------------------------------------------- | ----------------------------------------------------------------------- | -------------------------------------------------------------- | -------------------------------------------------------------- | -------------------------------------------------------------- | -------------------------------------------------------------- | -------------------------------------------------------------- | -------------------------------------------------------------- | -------------------------------------------------------------- | -------------------------------------------------------------- |
| 1.                                                             | Until You Come Back to Me (That's What I'm Gonna Do) (Brixton Bass Mix) | Broadnax, Paul, Wonder                                         | 5:20                                                           |                                                                |                                                                |                                                                |                                                                |                                                                |                                                                |
| 2.                                                             | Until You Come Back to Me (That's What I'm Gonna Do) (LP Version)       | Broadnax, Paul, Wonder                                         | 4:00                                                           |                                                                |                                                                |                                                                |                                                                |                                                                |                                                                |
| 3.                                                             | Come Share My Love (LP Version)                                         | LeMel Humes                                                    | 4:43                                                           |                                                                |                                                                |                                                                |                                                                |                                                                |                                                                |
| 14:03                                                          |                                                                         |                                                                |                                                                |                                                                |                                                                |                                                                |                                                                |                                                                |                                                                |

### Classements

#### Hebdomadaires
| Classement (1990)                        | Meilleure position |
| ---------------------------------------- | ------------------ |
| Royaume-Uni (UK Singles Chart)           | 67                 |
| États-Unis (Billboard Hip-Hop/R&B Songs) | 3                  |

#### Annuels
| Classement (1990)          | Position |
| -------------------------- | -------- |
| États-Unis (Billboard R&B) | 70       |

## Autres reprises
Informations issues de SecondHandSongs, sauf mentions complémentaires.
La chanson compte une cinquantaine de reprises officielles, dont :

### Reprises classées
- En 1983, Leo Sayer sur Have You Ever Been in Love (en), et en single sous le titre Till You Come Back to Me, atteignant la 51e place au Royaume-Uni[28].
- La même année par Luther Vandross dans un medley sur Busy Body (en). Il obtient la 87e position au Billboard Hot 100[29] et la 5e place dans le Hot Black Singles en 1984[30].
- En 1989, Basia enregistre sa version pour l'album London Warsaw New York (en). Le titre sort en single et atteint la 33e position dans le classement Adult Contemporary[31].

### Autres
- Junior Walker sur Jr. Walker & The All Stars (1974),
- Lenny Dee (en), sur Lenny Dee (1974),
- Monk Higgins (en), sur Dance to the Disco Sax of Monk Higgins (1974),
- Johnny Mathis & Deniece Williams, sur That's What Friends Are For (en) (1978),
- Captain & Tennille, sur Keeping Our Love Warm (en)(1980),
- Paul Young, sur Reflections (en) (1994),
- Cyndi Lauper, sur At Last (2003),
- Chaka Khan, sur Homecoming (2020),
- Pat Bianchi (en), sur Something to Say (2021).

## Utilisation dans les médias
Sauf indication contraire, les informations mentionnées dans cette section peuvent être confirmées par la base de données cinématographiques IMDb,  présente dans la section « Liens externes ».
- Dans Laurel Avenue (en) (1993)
- Dans la série Genius (2021)